# Neagolius savitskiyi
Neagolius savitskiyi är en skalbaggsart som beskrevs av Gusakov 2004. Neagolius savitskiyi ingår i släktet Neagolius och familjen Aphodiidae. Inga underarter finns listade i Catalogue of Life.